# Євангелія Ади

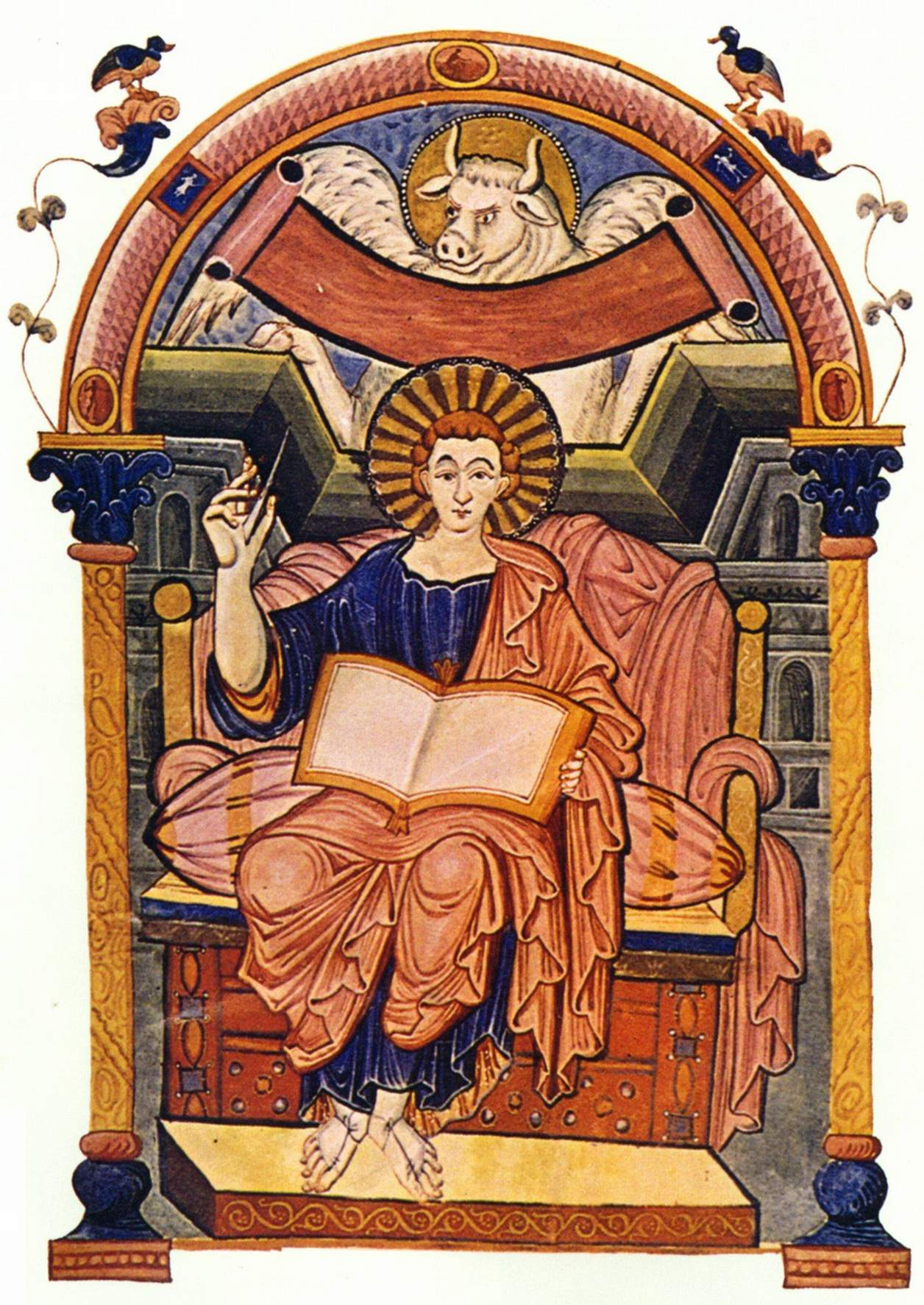
Фоліо 85v Євангелія Ади містять зображення євангеліста Луки

Євангелія Ади (Трір, міська бібліотека, Кодекс 22) — каролінзький євангелістарій кінця VIII — початку IX сторіччя. Рукопис зберігається у міській бібліотеці міста Трір, Німеччина.

## Опис
Манускрипт містить посвяту сестрі Карла I Великого Аді, звідки і отримав свою назву. Книга написана на велумі (пергаменті з телячої шкірі) каролінзьким мінускулом та має розмір 14,5 на 9,625 дюймів. Манускрипт Євангелія Ади є одним з групи ілюмінованих манускриптів, створений колом скрипторіїв, яке сучасними науковцями називається «школою Ади». Інші книги школи Ади, які збереглися до нашого часу, включають Євангелістарій Ґодескалька, Золотий кодекс з Лорша, Євангелістарій Св.Медара Суассонського, Золоте Євангеліє Харлі та Коронаційне Євангеліє; всього належними до цієї школи визнається 10 манускриптів.
Ілюмінації манускрипту включають багато ілюстровану першу сторінку Євангелія від Матвія та портрети євангелістів Матвія, Марка та Луки. В ілюмінаціях прослідковується вплив острівного, італійського та візантійського мистецтва. Портрети євангелістів виконані в класичному античному стилі, характерному для Каролінгського Відродження.
В 1499 році манускрипт отримав багату золоту обкладинку, до якої включено Орлине камео Пізньої Античності, яке зображує родину імператора Костянтина.